# Мікроворсинки

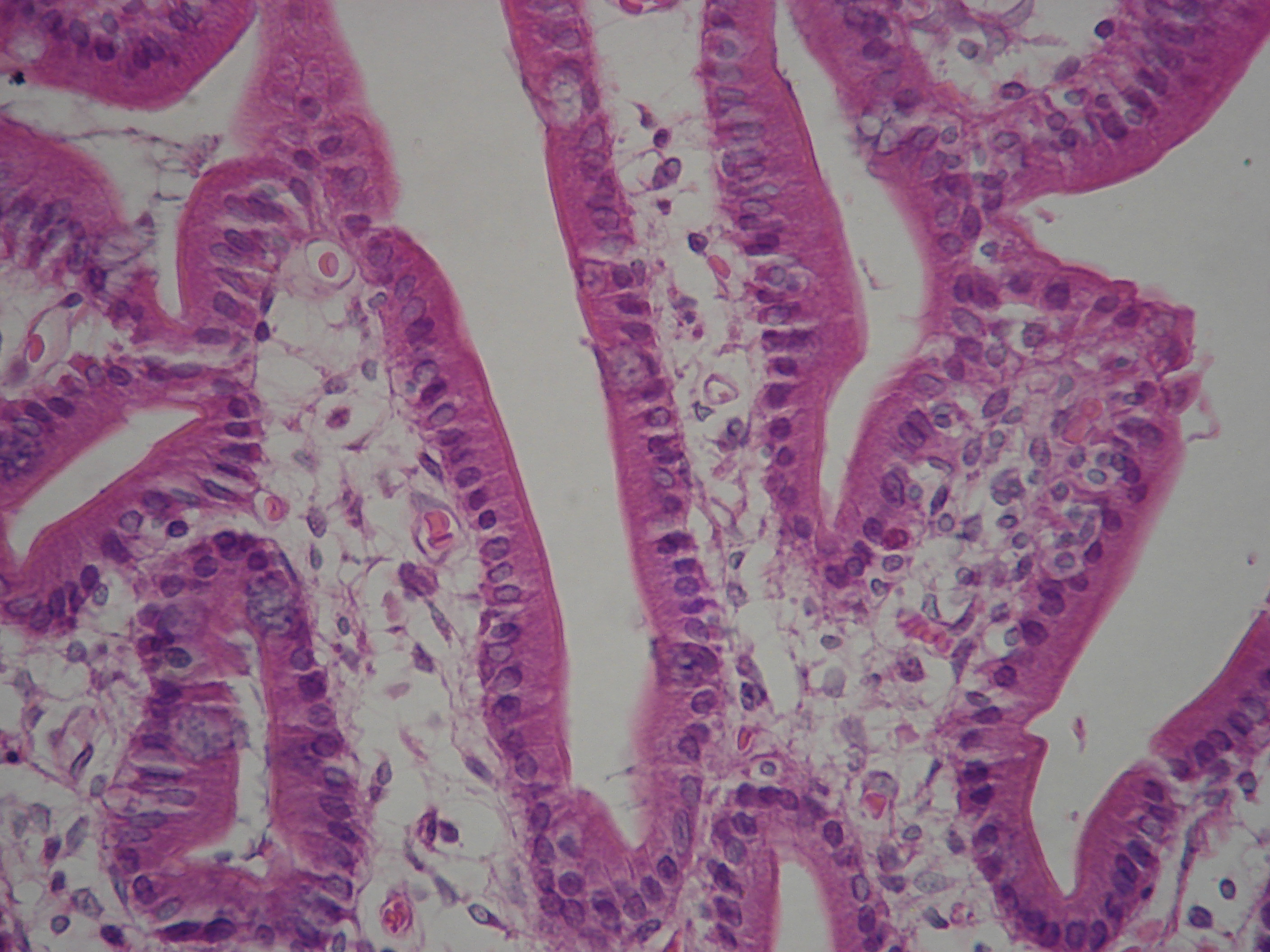
Мікроворсинки дванадцятипалої кишки

Мікроворси́нки — циліндричні вирости цитоплазми, їх зовнішній бік пов'язаний з глікокаліксом, утвореним мукополісахаридними філаментами. На ньому адсорбується частина ферментів з порожнини кишківника, що надходять в складі підшлункового і кишкового соків. Ті ж, що транспонуються з ентероцитів, фіксуються на цитоплазматичних мембранах мікроворсинок. Кожна епітеліальна клітина формує на поверхні до 3-х тисяч таких виростів, а на площі 1 мм² їх 56—200 млн.